# Perrignier
Perrignier é uma comuna francesa na região administrativa de Auvérnia-Ródano-Alpes, no departamento da Alta Saboia. Estende-se por uma área de 18.26 km². Em 2010 a comuna tinha 1 907 habitantes (densidade: 104,4 hab./km²).